# 张若济
张若济（？—？），宋朝政治人物。
张若济曾于1068年接替胡定之任华亭县知县一职，1071年由上官汲接任。